# Beriev Be-1
Năm 1956, Robert Ludvigovich Bartini tiếp xúc với viện thiết kế Beriev với đề xuất về một loại máy bay ứng dụng hiệu ứng Wing-In-Ground. Be-1 trở thành mẫu thử đầu tiên, được sử dụng để nghiên cứu độ cân bằng và điều khiển máy bay.

## Tính năng kỹ chiến thuật
Bản mẫu:Aero specs missing